# Bank Ziemski dla Kresów
Bank Ziemski dla Kresów SA – bank z siedzibą w Łańcucie działający w latach 1918–1927. Przedmiotem działalności banku było parcelowanie posiadłości ziemskich i wszelkie operacje bankowe. Siedziba mieściła się przy ul. Andrzeja Potockiego 3. 

## Historia
Bank powstał latem 1918 jako towarzystwo akcyjne z kapitałem założycielskim w wysokości miliona koron austriackich pod nazwą Bank Ziemski dla Galicji, Śląska i Bukowiny SA. Od 1919 działał pod nazwą Bank Ziemski dla Kresów SA.  W 1924 został połączony z istniejącym od 1905 krakowskim Galicyjskim Bankiem Ziemskim Sp. z o.o. W wyniku tej fuzji centralę banku przeniesiono do Krakowa, zaś w Łańcucie pozostawiono jego oddział. Mimo starań nie rozwinął szerszej działalności. W 1926 jego kapitał wynosił 700 tys. zł. Ostatecznie został zlikwidowany w 1927. 

## Prezesi
- 1918–1924 – Stanisław Szlachtowski
- 1924–1927 – August Lizak

## Dyrektorzy
- 1918–1924 – Bolesław Żardecki
- 1924–1927 – Karol Krzetuski[3].